# 요한의 묵시록
요한의 묵시록(그리스어: ἀποκάλυψις ἀπο, 라틴어: Apocalypsis Beati Joannes Apostoli, 영어: Book of Revelation), 요한계시록(―啓示錄, 개신교), 요한 묵시록(―默示錄, 가톨릭)는 신약성경의 마지막 책이다. 요한의 묵시록은 신약성경 정경에서 유일한 묵시문학으로, 기독교 종말론에서 중심적인 위치를 차지한다.
이 책의 저자는 본문에서 스스로를 단순히 "요한"이라고 칭하고 있으나, 그의 정확한 정체는 학문적으로 논쟁의 대상이다. 2세기의 교부들인 히에라폴리스의 파피아스, 유스티노 순교자, 이레네오, 사르디스의 멜리토, 알렉산드리아의 클레멘스, 그리고 무라토리 단편의 저자는 요한의 묵시록의 요한을 사도 요한으로 보았다. 그러나 현대 학계에서는 이와 다른 견해를 보이며, 저자에 대해 알려진 것은 그가 기독교 예언자였다는 점 외에는 없다는 주장이 많다. 현대 신학자들은 요한의 묵시록의 저자를 일반적으로 "밧모섬의 요한"으로 부른다. 전통적인 자료 대부분은 이 책의 집필 시기를 로마 황제 도미티아누스(서기 81~96년)의 통치 시기로 본다.
요한의 묵시록은 서신서, 묵시문학, 예언서의 세 가지 장르의 문헌이 한데 합쳐진 형식을 띈다. 책은 에게해의 파트모스섬(밧모섬)에 있는 요한이 "아시아의 일곱 교회"에 보내는 서신으로 시작한다. 이후 그는 일곱 머리의 용, 뱀, 짐승과 같은 괴물들이 등장하는 일련의 예언적 환상을 묘사하며, 예수의 재림으로 절정에 이른다. 그리스도가 교회와 그 안의 성도들이 악의 세력이 잡은 세상을 이기게 하고, 그 악한 세력을 심판하고 새로운 세상을 연다는 희망을 담은 말씀이다.
요한 묵시록은 기독교에서 성경 가운데 해석이 어려운 책이다. 같은 본문의 해석이 관점에 따라 다양한 해석으로 가능하기도 하다. 역사주의적 해석은 계시록이 역사의 전반적인 관점을 담고 있다고 본다. 반면에 과거주의적 해석은 계시록을 사도 시대(1세기) 또는 늦어도 5세기 서로마 제국의 멸망과 관련된 사건들로 본다. 한편, 미래주의적 해석은 계시록이 미래의 사건을 묘사하고 있으며, 일곱 교회가 시대를 거쳐 믿는 이들의 공동체로 성장하고, 요한이 그리스-로마 체제가 현대적 특성을 지닌 채 다시 부활하거나 지속될 것이라고 본다. 상징적 해석은 계시록이 실제 인물이나 사건을 지칭하지 않고, 영적 여정과 선악 간의 지속적인 투쟁에 대한 비유라고 간주한다. 이외에도 복음을 위해 박해받거나 고통당하는 이들에게 올바른 뜻과 공의를 위해 선한 싸움을 지속하라는 용기를 주는 말씀으로 보 "교회중심 관점에서 전승사 해석방법"도 있다.

## 저자
교회 전통으로 요한의 묵시록의 저자는 열 두 사도중의 한 명인 사도 요한이 유배중에 작성한 문헌이라고 하나, 3세기 교부인 디오니시우스부터 사도 요한과 관련이 없는 요한이 작성한 것으로 의견이 제기되었다. 저자는 에게 해의 파트모스섬에서 집필한 것으로 기록되었으나, 이것이 유배 생활을 하다가 요한의 묵시록을 집필하였는지, 또는 하나님의 계시를 받기 위해 파트모스섬으로 왔는지는 알 수 없다. 현재 성서신학계의 주류는 순회선교사, 당시는 순회 예언자로 불리었던 요한이 작성한 것으로 본다. 문헌을 분석한 결과, 그는 고대 그리스어인 헬라어에 능통했으며, 모국어는 헬라어가 아닌 아람어로 추측되며, 유대인으로 구약성서의 전통과 문헌을 충분히 이해하고 읽고 가르쳤던 인물임을 알 수 있다.

## 집필시기
19세기 말까지 요한의 묵시록의 기원에 대한 연구와 해석에서는 일반적으로 오늘날 초기 작성설로 불리는 견해가 지배적이었다. 대표적으로 클라우스 베르거와 크리스티아네 노르트는 “예루살렘이 아직 파괴되지 않았다는 점은 서기 70년 이전에 작성되었음을 시사한다. 반면 네로 황제가 알려져 있으며 예수와 대비되는 인물로 여겨진다는 점에서, 서기 68/69년에 작성되었을 가능성이 높아 보인다.”고 분석했다.
이 초기 작성설은 또한 요한의 묵시록에 나오는 네 명의 묵시록의 기수를, 로마의 전차 경주의 당파(faction) 개념과 연관짓기도 했다. 신학자 카를-하인리히 오스트마이어에 따르면, 이러한 당파는 묵시록을 쓴 요한에게 널리 이해될 수 있는 상징적 참조 대상으로 제공되었을 가능성이 있다.

1906년에 출간된 《신약성서 비평적-주석적 해설서》(KEK) 제6판에서 빌헬름 부세트는 다음과 같이 설명했다.
“19세기 [해석자들] 모두는 요한의 묵시록 11장에서 성전의 보존에 대해 언급하고 있다는 중요한 관찰에서 출발한다. 이에 따라 요한의 묵시록은 성전이 파괴되기 이전에 작성되었어야 한다고 보아왔다. 이들은 요한의 묵시록이 본질적으로 로마에 반대하는 내용을 담고 있다고 올바르게 인식하며, 네로에 대한 해석을 유지한다. 또한 황제들의 계보를 갈바 황제(서기 68~69년)까지 확장하거나, 또는 갈바와 마르쿠스 살비우스 오토 황제 사이의 공백 기간을 생략하여 베스파시아누스 황제까지 포함시킨다.” 프리드리히 엥겔스 또한 1883년 요한의 묵시록을 갈바 황제의 통치 기간(서기 68년 6월 9일~69년 1월 15일)으로 추정했다.
오랫동안 요한의 묵시록은 하나의 통합된 작품으로, 단일 저자에 의해 작성되었다는 견해가 일반적이었다. 그러나 1820년 블리크(Bleek)가 처음으로 이 견해에 의문을 제기하며, “첫 번째 부분은 예루살렘 파괴 이전에, 두 번째 부분은 그 이후에 작성되었을 가능성”을 제시했다. 이후 뵐터(Völter)는 1882년 그의 스승 바이츠제커의 제안을 받아들여, 요한의 묵시록을 세부적으로 분리된 자료들의 집합으로 보았다. 이는 요한의 묵시록의 연구를 촉진시켰으며, 부세트는 요한 바이스의 연구를 특히 강조했다. 바이스는 요한의 묵시록에 “서기 60년대 후반의 초기 기독교 묵시문학”과 “서기 70년 예루살렘 공격 당시 작성된 유대 묵시문학”이 결합되어 있다고 보았다.
빌헬름 부세트의 요약에 따르면, 요한의 묵시록의 저자와 작성 시기에 대한 고대 작가들(수에토니우스)과 교부들(특히 이레네오)의 증언을 바탕으로, 현대 학계는 도미티아누스 황제의 통치기(서기 81~96년)를 작성 시기로 보는 경우가 가장 많다. 울리케 리머(1998)는 “서기 95년경이라는 이레네우스의 시기에 의문을 제기할 합리적인 이유가 없다”고 주장하며, 다수의 학자들이 이 시기를 지지한다고 밝혔다. 트라우고트 홀츠 역시 “요한의 묵시록이 현재의 형태로 서기 1세기 말에 작성되었을 가능성이 높다”고 평가하였으나 일부 본문이 이전 시기의 자료를 포함할 가능성을 배제하지 않았다.
아키라 사타케는 2008년 《신약성서 비평적-주석적 해설서》 최신판에서 “도미티아누스 통치 말기”라는 이레네오의 진술을 바탕으로 작성 시기를 규정하며, 여러 교부들의 증언(알렉산드리아의 클레멘스, 오리게네스, 에우세비우스 등)도 이를 지지한다고 밝혔다. 또한 로마를 바빌론으로 지칭한 표현은 예루살렘이 이미 파괴된 이후(서기 70년 이후)를 전제로 하며, 따라서 이 책이 서기 70년 이전에 작성될 수 없음을 시사한다.
일레인 페이글스(2013)는 “작성 시기로 서기 68년 또는 90~96년경이 가장 가능성이 높다”고 신중히 언급했으며, “후자가 더 설득력 있다”고 평가했다. 최근 일부 연구에서는 요한의 묵시록이 트라야누스(서기 98~125) 또는 하드리아누스(서기 132년경) 통치 시기에 작성되었을 가능성을 제기했으나, 사타케는 이 가설이 설득력이 없다고 평가했다.

## 해석 방법
요한의 묵시록의 해석 방법은 교회와 세상의 대립이란 각도에서 볼 때 두 가지 시각을 지닌다. 세계중심 관점과 교회중심 관점의 해석이다.
세계중심 관점은 흔히 영적 해석이라고 불리며, 요한의 묵시록 문헌의 내용이 세계사에 대한 직접적인 예언이며, 그 예언의 기록은 실제 역사적 배경을 전혀 갖지 않는 계시이며, 앞으로 일어날 사건에 대한 미래의 재앙과 말세를 묘사한 것으로 이해하는 해석 관점이다.
교회중심 관점은 교회와 세상의 관계를 설명하는 것이며, 실제적 역사 배경을 지니거나, 교회사적 배경을 지니며, 교회사에서 교회와 세상의 관계가 어떻게 이뤄지며, 이 관계에 대한 기독교의 응답을 표현한 예언으로 이해하는 관점이다.
이 두 관점은 마찰을 빚기도 했으며, 전통적으로 기독교내 신학 연구에서 올바른 해석 방법의 관점은 교회중심 관점이다.
교회중심 관점은 교부인 아우구스티누스에서 루터, 칼뱅, 웨슬리에 이르는 신학흐름에서도 보이며, 현재까지도 중요한 성서 신학 해석 방법의 배경이다. 하지만 이 교회중심적 해석도 크게 주류와 비주류, 두 개의 지류로 분류된다.
주류인 전승사적 해석은 교회가 처한 상황과 교회사에서 나타난 사건과 역사적 배경으로 등장한 문헌으로 요한묵시록을 해석하며, 성서의 역사와 배경, 전통으로 해석하는 해석 방법이다.
이에 반해 비주류인 세대주의적 해석은 묵시록의 상징을 따라 특정 시대를 구분하고 아직 오지 않은 미래를 세대별로 구분하는, 미래 시간표를 작성하는 식으로서의 해석방법이다.
교회중심 관점에서 정통적인 올바른 해석은 전승사적 해석 방법이다.
정통적인 올바른 요한 묵시록의 해석은 "교회중심 관점에서 전승사 해석방법"으로 즉 교회 안에서 역사적 사건을 바탕으로 성서의 역사적 배경과 구약과 신약의 관계를 살피고, 집필 시기에 영향을 끼친 배경은 무엇이며 그 배경을 위해 작성한 저자의 의도는 무엇인지를 밝히고 현재의 의미를 밝히는 방법으로 현재는 역사비평적 시각을 수용하였다. 소수의 주장이었던 세계중심적 해석 관점과 세대주의적 해석은 과거에 긍정적으로 카리스마적 해석방법으로 활용되기도 했지만, 현재는 부정적으로 기독교를 빙자한 사이비 종교 단체들과 기독교 이단 단체들이 자신들의 주장을 펴는 잘못된 해석 방법으로 오용하여 활용한다.
하지만 교회중심 관점은 안식일교회와 그 안식일교회에서 나온 여러 집단들과 다락방과 구원파와 같은 단체들도 펴는 것이며 그리고 교회중심 관점은 요한의 묵시록은 에베소서와 달리 교회에 대한 이야기가 아니다. 예를 들어서 빌립보서 4장에 나오는 생명책이 어떤 것인지 요한의 묵시록 3장과 요한의 묵시록 20장에 구체적으로 보여주며 지옥은 요한의 묵시록 21장 8절에 어떻게 또 다시 나타나는가를 보여준다는 것에서 끝나면 되는 것이다. 즉 지금 시대에 요한의 묵시록은 이 정도만 교리적으로 적용할 수 있다는 것에서 끝나고 동방에 적그리스도에 대한 이야기나 나머지 144000명같은 것은 유대인과 구원받지 못한 세상 사람들과 잘못된 믿음을 가진 교인들에 대한 이야기에 촛점을 맞추면 된다. 이런 온건한 세대주의적 해석이 옳으며 잘못된 세대주의의 경우는 "요한의 묵시록 2~3장은 지금 써먹을 것이 아니다." "데살로니가후서 1장 8~9절이 지옥 이야기지, 요한의 묵시록 21장 8절에 지옥 이야기는 지금 시대에 써먹을 것이 아니다."라는 주장이다. 사도행전과 마찬가지로 이방인, 유대인, 교회 모두가 나오기 때문에 어려운 책중에 하나이지만 신약성경 중에서 높은 난이도를 자랑하는 그리스도의 십자가 사건이 나오는 마태복음이나 스테판의 순교와 바울의 박해가 나온 사도행전과 달리 좋은 결말을 이야기한 책이다.
한편 요한이 예수 그리스도에게 환상을 받아 기록한 것이기에 사람이 자신의 생각대로 해석해서는 안된다는 견해도 존재한다. 하나님이 직접 기록 된 내용의 뜻을 누군가에게 알려주고, 그 사람이 누군가에게 전하는 방법 밖에는 진정한 뜻을 알 길이 없다는 것이 이러한 견해의 핵심이다.

## 구조
내용은 크게 두 부분으로 나뉜다.
제1부는 예언자적 기질을 취하고 있으니, 약간의 서언이 있은 후에 예수님이 소아시아의 일곱 교회들에게 보낸 편지들(1,9-3,22)로 나타나고 제2부는 엄격하게 계시록 형식(4,1-22,5)을 취하고 있다. 제2부는 또 다음의 계시적 주제별(최후의 심판, 아마겟돈, 사탄의 패배, 새 하늘과 새 땅에 대한 환상)로 나누어 볼 수 있다.

## 내용
1. 머릿말 (1,1-3)
2. 인사 (1,4-8)

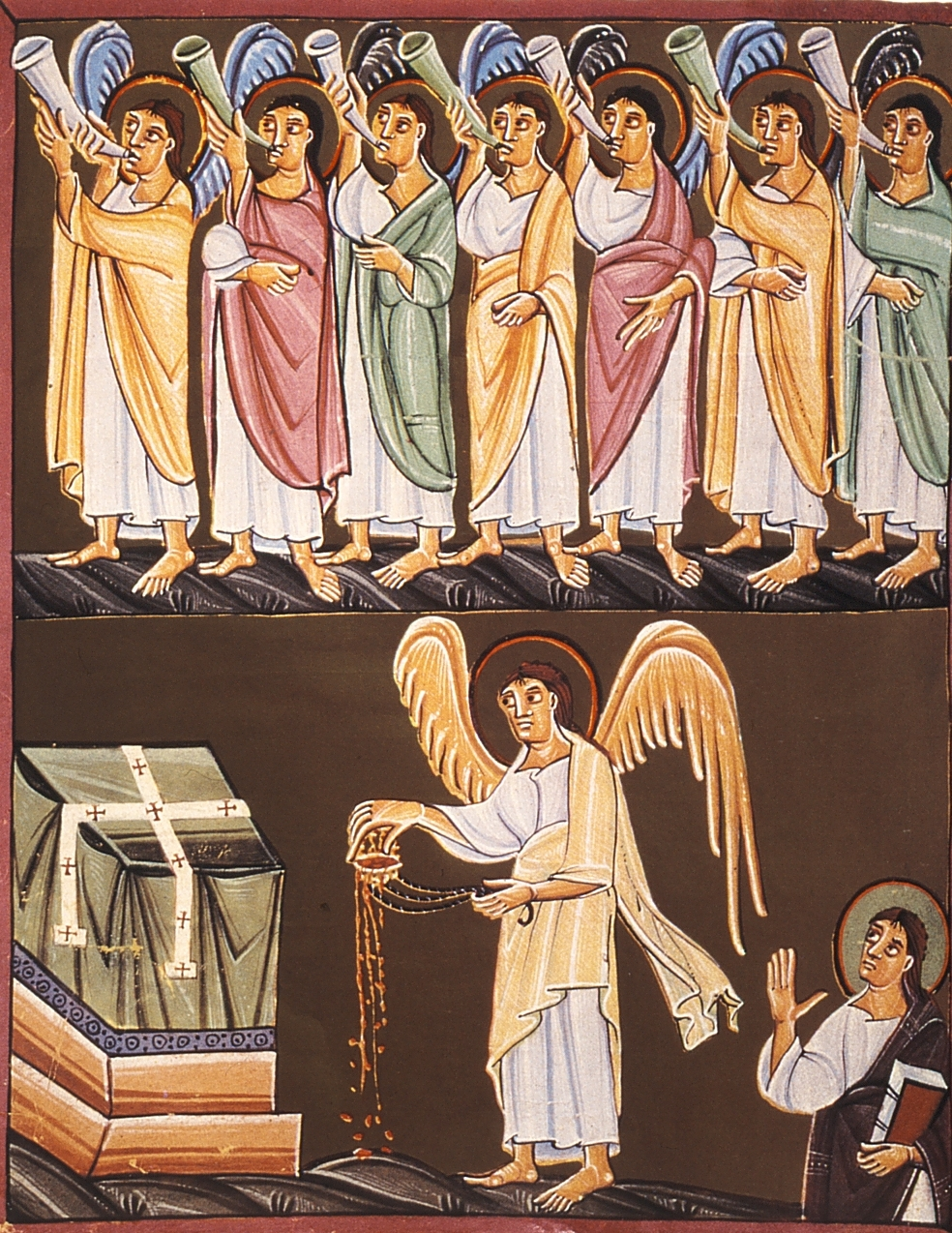
일곱 나팔의 심판

3. 일곱 교회들에게 보내는 편지 (1,9-3,22)
  1. 서론 (1,9-20)
  2. 에페소스 교회 (2,1-7)
  3. 스미르나 교회 (박해를 받으면서도 신앙을 지킨 교회) (2,8-11)
  4. 페르가몬 교회 (2,12-17)
  5. 티아티라 교회 (2,18-29)
  6. 사르디스 교회 (3,1-6)
  7. 필라델피아 교회 (3,7-13)
  8. 라오디케이아 교회 (박해로 인해 신앙이 형식적으로 변질된 교회) (3,14-22)
4. 환상 (4,1-21)
  1. 천상의 예배 (4,1-11)
  2. 일곱 봉인의 심판 (5,1-8,5)
  3. 각 지파 12000씩 144000과 흰무리 창조 (7)
  4. 일곱 나팔의 심판 (8,6-11,19)
  5. 여자와 용, 두 짐승 (12,1-13 ("짐승의 수"라고 하는 666이 13장에 나온다.),18)
  6. 어린 양과 144000 (14,1-5)
  7. 심판의 예고 (14,6-13)
  8. 심판과 구원의 추수 (14,14-20)
  9. 일곱 대접의 심판 (15,1-21)
  10. 음탕한 여인 바빌론의 패망 (17,1-19,4)
  11. 어린양의 혼인 잔치 (19,5-10)
  12. 하늘의 승리와 사탄의 패망, 마지막 심판 (19,11-20,15)
  13. 첫째부활과 천년 후 (20)
  14. 새하늘 새 땅 (21,1-22,5)
5. 맺음말 (22,6-21)

## 요한 묵시록의 영향
- 예수전도단의 창시자인 로렌 커닝햄은 요한의 묵시록의 7장 9절의 말씀을 받고 이 단체를 설립했다고 한다.

## 같이 보기
- 묵시록의 여인
- 묵시록의 4기사
- 새 땅
- 에제키엘서
- 묵시록의 짐승
- 짐승의 숫자
- 알파와 오메가
- 오메가 포인트(영어판)

### 내용주
1. ↑  그러나 존 버(John Behr)[7] 등은 이레네오 등 교부들 일부는 네로 황제의 시기로 이 책을 분류했다고 본다.

### 참조주
1. ↑  초기 기독교 시대에 유행했던 다른 묵시록은 모두 정경의 지위를 얻지 못했다. 에스드라스 2서는 에티오피아 정교회 교회에서 정경으로 인정되지만 구약 성경으로 분류된다.
2. ↑  Carson, Don (2005). 《An Introduction to the New Testament》 2판. Grand Rapids, Michigan: Zondervan. 465ff쪽. ISBN 978-0-310-51940-9.
3. ↑  Holmes, Michael (2007). 《The Apostolic Fathers: Greek Texts and English Translations》. Baker Academic. 749ff쪽. ISBN 978-0801034688.
4. ↑  Collins 1984, 28쪽.
5. ↑  Bauckham 1993, 2쪽.
6. ↑  Stuckenbruck 2003, 1535–1536쪽.
7. ↑  Behr, John (2019). 《John the Theologian and his Paschal Gospel》. Oxford: Oxford University Press. ISBN 978-0-19-257444-2.
8. ↑  Stuckenbruck 2003, 1536쪽.
9. ↑  "요한계시록". 《관주해설 성경전서: 개역개정》. 서울: 대한성서공회, 2004.
10. ↑  Umfangreiche Darstellung der Positionen der letzten 200 Jahre in Kenneth L. Gentry: Before Jerusalem Fell: Dating the Book of Revelation, Victorious Hope Publishing 2010, ISBN 978-0-9826206-0-1.
11. ↑  Klaus Berger/Christiane Nord: Das Neue Testament und frühchristliche Schriften, Insel Verlag, Frankfurt am Main und Leipzig 1999, S. 360. ISBN 3-458-16970-9. Ebenfalls Thomas Schirrmacher: Gründe für die Frühdatierung der Offenbarung vor 70 n. Chr. (PDF; 0,3 MB), S. 11.
12. ↑  Karl-Heinrich Ostmeyer (2022년 2월 12일). 《Vier Pferde, Farben und factiones. Die apokalyptischen Reiter und ihr zeitgeschichtlicher Hintergrund (Offb 6,2–8)》. Zeitschrift für neutestamentliche Wissenschaft 113판. De Gruyter. 120쪽.
13. ↑  Augustus, Tiberius, Caligula, Claudius, Nero, Galba
14. ↑  Wilhelm Bousset: s:Die Offenbarung Johannis/Die literarkritische Methode, S. 109.
15. ↑  Wilhelm Bousset: s:Die Offenbarung Johannis/Die Anbahnung der richtigen Auffassung der Apk, S. 105.
16. ↑  Friedrich Engels: Das Buch der Offenbarung. In: Karl Marx, Friedrich Engels: Werke. Berlin: Karl Dietz Verlag, 51975; Bd. 21, S. 9–15. Ursprünglich in George William Footes Zeitschrift Progress. A monthly magazine of advanced thought. Vol. II London 1883, S. 112-116. marxists.org (englisch), mlwerke.de (aus dem Englischen übersetzt)
17. ↑  Bleek: Beitrag zur Kritik und Deutung der Offenbarung des Johannes, Berl. Theol. Ztschr. ||, 1820, S. 240 ff.
18. ↑  Wilhelm Bousset: s:Die Offenbarung Johannis/Die literarkritische Methode#Völter, S. 109.
19. ↑  Wilhelm Bousset: s:Die Offenbarung Johannis/Die literarkritische Methode#J. Weiß, S. 116 f.
20. ↑  Ulrike Riemer: Das Tier auf dem Kaiserthron? Eine Untersuchung zur Offenbarung des Johannes als historischer Quelle, B.G. Teubner, Stuttgart und Leipzig 1998, ISBN 3-519-07663-2. S. 11
21. ↑  Riemer, S. 8 ff.
22. ↑  Traugott Holtz: Die Offenbarung des Johannes, Das Neue Testament Deutsch (Hg.: Karl-Wilhelm Niebuhr), Teilband 11, Vandenhoeck & Ruprecht, Göttingen 2008, S. 9 f. ISBN 978-3-525-51387-3.
23. ↑  Akira Satake: Kritisch-exegetischer Kommentar über das Neue Testament (KEK): Die Offenbarung des Johannes, Band 16, Vandenhoeck & Ruprecht, Göttingen 2008, S. 52. ISBN 978-3-525-51616-4.
24. ↑  Satake, S. 53.
25. ↑  Elaine Pagels: Apokalypse, aus dem Englischen von Rita Seuß. Verlag C.H. Beck, München 2013. PT129 books.google, Fn. 14. Original: Revelations. Visions, Prophecy & Politics in the Book of Relevation, Viking Penguin, 2012.
26. ↑  J. Frey: Erwägungen zum Verhältnis der Johannesapokalypse zu den übrigen Schriften des Corpus Johanneum in: M. Hengel: Die johanneische Frage, WUNT 67, Tübingen 1993, 326-429.

ähnlich A. Heinze: Johannesapokalypse und johanneische Schriften. Forschungs- und traditionsgeschichtliche Untersuchungen, BWANT 142, Stuttgart 1998, sowie

Thomas Witulski: Die Johannesoffenbarung und Kaiser Hadrian, Vandenhoeck & Ruprecht, Göttingen 2007. ISBN 978-3-525-53085-6. books.google
27. ↑  Satake, S. 54.
28. ↑  Kretschmar, G. 《Die Offenbarung des Johannes, Die Geshichte ihrer Auslegung im 1》. Jahrtausend, 1985.
29. ↑  Maier, G. 《Die Johannesoffenbarung und die Kirche》. WUNT, 1981.
30. ↑  에두아르트 로제. 《요한계시록》. 박두환 역. 한국신학연구소, 1997.